# Formar
Formar foi um dicionário enciclopédico ilustrado brasileiro publicado pela Editora Formar. A obra é composta por seis volumes organizados em ordem alfabética e conta com 135.000 verbetes. Também acompanha um volume adicional com atlas geográfico  e um total de 140 imagens nos capítulos "Vida de Jesus" e  "História e Arte" - ilustrados por Doré e Debret respectivamente, que foram redesenhados pela artista plástica paulista, Cleide Maria Ponte Assis Carvalho.